# Sorex bendirii
Sorex bendirii är en däggdjursart som först beskrevs av Clinton Hart Merriam 1884.  Sorex bendirii ingår i släktet Sorex, och familjen näbbmöss. IUCN kategoriserar arten globalt som livskraftig.
Artepitet i det vetenskapliga namnet hedrar den tysk-amerikanska läkaren och zoologen Charles Emil Bendire.

## Utseende
Denna näbbmus har en helt svart päls och undersidan är allmänt lite ljusare. På Olympic-halvön i delstaten Washington finns även individer med vit undersida. Arten är i genomsnitt 16 cm lång inklusive en 7 cm lång svans och vikten ligger vid 15 gram. Stora exemplar kan bli 19 cm långa.

## Utbredning och habitat
Arten förekommer i västra Nordamerika vid Stilla havet. Utbredningsområdet sträcker sig från sydvästra hörnet av British Columbia (Kanada) över delstaterna Washington och Oregon till norra Kalifornien. Näbbmusen vistas vanligen i låglandet och når i kuperade områden 850 meter över havet. Habitatet utgörs av marskland och skogar. I senare vistas arten nära vattenansamlingar.

## Ekologi
Sorex bendirii äter vattenlevande insekter och andra ryggradslösa djur (daggmaskar, spindlar, termiter) som fångas i vattnet eller på land. Parningstiden ligger mellan januari och augusti och de flesta ungar föds i mars. Efter cirka tre veckor dräktighet föder honan tre eller fyra ungar. Antagligen har hanar och honor bara en kull under sitt liv men hanar parar sig tidigast efter den första vintern.

## Underarter
Arten delas in i följande underarter:
- S. b. albiventer
- S. b. bendirii
- S. b. palmeri